# Turambar de Gondor
En el universo imaginario de J. R. R. Tolkien, Turambar (397 - 667 T. E.) fue el noveno rey de Gondor. 
Hijo de Tarostar, más conocido como Rómendacil I, Asumió el trono tras la muerte de su padre en 541 T. E. a manos de los Hombres del Este. 
Como el sobrenombre de Túrin, su nombre es Quenya y puede traducirse como «amo del destino».
Tras la muerte de su padre organizó un poderoso ejército para vengar la muerte de este, y atacó y expulsó a los Hombres del Este de Rhovanion. Su victoria fue tan contundente que los Hombres de Rhûn se vieron obligados a retirarse a sus territorios con grandes pérdidas. 
De paso el reino de Gondor extendió sus fronteras hasta el Mar de Rhûn, estableciendo la tierra costera de Dorwinion como su provincia oriental. Además esto le permitió a Gondor controlar al hasta ahora Vacío territorio de Mordor, por el Norte y por el Oeste; En adelante el reino tuvo paz por casi 400 años. Murió en 667 T. E. y fue sucedido por su hijo Atanatar.